# Quai de Bourbon
Quai de Bourbon (Bourbonské nábřeží) je nábřeží v Paříži. Nachází se ve 4. obvodu na ostrově svatého Ludvíka.

## Poloha
Nábřeží vede po severním okraji ostrova podél Seiny mezi mosty Marie a Saint-Louis. Uprostřed nábřeží se nachází ještě most Louis-Philippe. Nábřeží začíná u křižovatky s ulicí Rue des Deux-Ponts, kde navazuje na Quai d'Anjou, a končí na západním okraji ostrova na křižovatce s Rue Jean-du-Bellay.

## Historie
Nábřeží bylo postaveno v letech 1614-1646 a bylo pojmenováno podle francouzské vládnoucí dynastie Bourbonů. Pouze v letech 1792-1814 bylo přejmenováno na Quai de la République.

## Zajímavé stavby
- Dům č. 1: nechal jej vystavět prokurátor ze Châteletu v roce 1640. Za Velké francouzské revoluce zde žila Cécile Renaultová (1774-1794), která chtěla zavraždit Robespierra, ale byla popravena gilotinou.
- Dům č. 3: výkladní skříň obchodu z období Ludvíka XV. je dnes vystavěna v Metropolitním muzeu umění v New Yorku.
- Dům č. 13-15: Hôtel Le Charron, palác správce financí z roku 1630. Měla zde ateliér belgická sochařka Yvonne Serruysová (1873-1953), která se zde usadila v roce 1912 se svým manželem, francouzským spisovatelem Pierrem Millem (1864-1941). Do roku 1913 zde bydlela sochařka Camille Claudelová (1864-1943), která měla ateliér v sousedním domě. Do své smrti zde žil malíř Émile Bernard (1868-1941).
- Dům č. 17-19: Hôtel de Jassaud. V přízemí měla v letech 1899-1913 ateliér sochařka Camille Claudelová. V tomto domě žil a rytec Félix Buhot (1847-1898). Fasáda a střecha domu jsou chráněny jako historická památka.[1]
- Dům č. 21: Hôtel de Jassaud d'Arquivilliers (1692). Měl zde ateliér sochař Antoine-Augustin Préault (1809-1879).
- Dům č. 23: Hôtel du Duc de Nevers
- Dům č. 29: Hôtel Roualle de Boisgelin (1750)
- Dům č. 53: v letech 1893-1908 zde žil americký básník Stuart Merrill (1863-1915).